# Gulden boterbloem
De gulden boterbloem (Ranunculus auricomus) is een meerjarige plant uit de ranonkelfamilie (Ranunculaceae). Hij komt voor in vochtige gemengde bossen met een kalkhoudende ondergrond, in uiterwaarden, eikenbossen, langs dijken en in vochtige weilanden.

## Beschrijving
De gulden boterbloem wordt meestal 15-50 cm hoog. Het is een overblijvende plant, die in de Benelux bloeit van april tot mei. De plant heeft onderaan bijna ronde bladen, met naar boven toe handvormige bladen. De bloemen zijn goudgeel en groeien aan het einde van de stengel. De bloem heeft vijf onvolgroeide kroonbladen. De vruchtbladen hangen in harige trosjes en rijpen tot eenzadige vruchten.

## Verspreiding
De gulden boterbloem groeit voornamelijk in Europa en een stuk van Midden-Azië.

## Plantengemeenschap
De gulden boterbloem is een kensoort voor de klasse van eiken- en beukenbossen op voedselrijke grond.